# Valeria olejaspidina
Valeria olejaspidina är en fjärilsart som beskrevs av Volker 1929. Valeria olejaspidina ingår i släktet Valeria och familjen nattflyn. Inga underarter finns listade i Catalogue of Life.